# Blang Manyak
Blang Manyak is een bestuurslaag in het regentschap Aceh Utara van de provincie Atjeh, Indonesië. Blang Manyak telt 387 inwoners (volkstelling 2010).